# Newes vollkömmliches Gesangbuch Augspurgischer Confession
Newes vollkömmliches Gesangbuch Augspurgischer Confession är en koralbok av Johann Crüger, trycktes 1640 i Berlin. Koralbokskälla för minst två melodier i 1819 års psalmbok med tillägget Nya psalmer 1921 som används till flera psalmer: nr 79, 123, 179, 467, 578 samt melodin till psalmerna: nr 104, 107, 511, 655.

## Psalmer
- Sion klagar med stor smärta (1819 nr 123) "Melodins huvudtext"
  - Herre Gud, för dig jag klagar (1819 nr 467)
  - Mänska, jord du måste bliva (1921 nr 578)
  - O du bittra sorgekälla (1819 nr 179)
  - O min Frälsare, din smärta (1819 nr 79)
- Nu kommen är vår påskafröjd (1819 nr 104) "Melodins huvudtext"
  - Sig fröjde nu var kristen man (1819 nr 107)
  - När vintermörkret kring oss står (1921 nr 511) Finns på Wikisource.
  - Dig lyft, min själ, och skåda kring (1734 nr 125 Andelig Dufworöst, 1921 nr 655) Finns på Wikisource.